# Козенкова, Валентина Ивановна
Валентина Ивановна Козенкова (17 ноября 1931, д. Новые Широки, Западная область — 23 мая 2021, Москва) — советский и российский историк-археолог, ведущий научный сотрудник отдела скифо-сарматской археологии ИА РАН, кавказовед, доктор исторических наук. Сфера основных научных интересов: эпоха бронзы и раннего железного века Евразии, кобанская культура. Является автором 12 монографий и около 160 научных статей (ряд которых изданы, помимо СССР/России, в Германии, Великобритании, Болгарии, Венгрии).

## Биография
В. И. Козенкова родилась в крестьянской семье в деревне Новые Широки, но уже с двух лет она с родителями жила на рабочей окраине Москвы между Дангауэровской слободой и Лефортово, рядом с Владимирским трактом. Со школы В. И. Козенкова испытывала любовь к чтению, из которой вырос интерес к древней истории, и в 1951 году она выбрала для поступления исторический факультет МГУ. 
После первого курса она приняла участие в археологической экспедиции академика А. П. Окладникова, работала в отряде Н. Н. Дикова по исследованию неолитических поселений на островах Лесной и Сосновый на реке Ангара. В 1953 и 1954 годах Валентина Ивановна работала в Киргизской экспедиции под руководством Л. Р. Кызласова в Чуйской долине на раскопках древнего Баласагуна. 
Окончив в 1955 году МГУ, В. И. Козенкова, как специалист по средневековой археологии Средней Азии, уехала по распределению на работу в Андижан (Узбекистан), где проработала в 1955—1959 годах, находясь на должности заведующей отделом Андижанского краеведческого музея в звании старшего научного сотрудника. В эти годы она несколько раз возглавляла экспедиции музея в Ферганской долине. 
В 1959 году В. И. Козенкова вернулась в Москву, где, в силу ряда обстоятельств, была вынуждена сменить научную тематику. С 1960 года она работала в московском Институте археологии РАН, в научных званиях от лаборанта и младшего научного сотрудника, до старшего, а позднее ведущего научного сотрудника и консультанта. Участвовала в общественной деятельности — в 1970-е годы была членом профкома ИА РАН. 
Участвовала и организовывала множество археологических экспедиций в Сибирь, Среднюю Азию, на Северный Кавказ, Краснодарский и Ставропольский края (с 1952 по 1978 года). В 1963—1975 годах работала начальником Предгорного отряда Северо-Кавказской археологической экспедиции (СКАЭ), в 1976—1977 годах начальником Чечено-Ингушского отряда СКАЭ, в 1977—1978 годах начальником Учкекенского отряда СКАЭ (Карачаево-Черкесия). В последние годы Валентина Ивановна плодотворно участвовала в работе Учёного совета Государственного музея Востока, рецензировала труды коллег, консультировала молодых начинающих археологов и продолжала плодотворно трудиться.
С 1991 года участвовала в деятельности и акциях «Трудовой России», с 1996 года входила в исполком этого движения, в 1993—2014 годах была редактором его газеты «Молния». В 1993 году в качестве сотрудницы РАН составила экспертное заключение, благодаря которому с «Молнии» и В. И. Анпилова как её главреда сняли обвинения в экстремизме и призывах к насильственному свержению строя.
Скончалась 23 мая 2021 г. в Москве на 90-м году жизни.

## Научная деятельность
Учителями В. И. Козенковой были Л. Р. Кызласов, Е. И. Крупнов, А. П. Окладников, Б. А. Рыбаков, Б. Б. Пиотровский, Б. А. Латынин, Б. А. Литвинский, А. В. Арциховский, С. В. Киселёв, Б. Н. Граков, С. П. Толстов. Основные даты научной деятельности:
- 1962-1972 гг. — учёный секретарь группы кавказской археологии.
- 1969 г. — кандидатская диссертация: «Кобанская культура на территории Чечено-Ингушетии» (научный руководитель Е. И. Крупнов), материалы и выводы этой работы вошли в первые две монографии В. И. Козенковой вышедшие в 1977 и 1982 годах.
- 1974-… гг. — член оргкомитета по проведению сначала региональных, а в последующие годы Всероссийских и Международных конференций по археологии Северного Кавказа «Крупновские чтения».
- 1979-… гг. — учёный секретарь сектора скифо-сарматской археологии.
- 1980-1991 г. — ответственный секретарь журнала «Советская археология» и член редколлегии журнала.
- 1990 г. — докторская диссертация: «Большой Кавказ в XIV—IV вв. до н. э. (кобанская культура: модель тысячелетия развития)».
- с 2002 г. — член учёного совета Государственного музея искусства народов Востока.
- с 2006 г. — почётный член Оргкомитета археологического форума «Крупновских чтений».

## Публикации

### Монографии
- Кобанская культура (восточный вариант) (САИ. Вып. В2-5. Т. 1, Глав. ред. Б. А. Рыбаков). — М., 1977.
- Типология и хронологическая классификация предметов кобанской культуры (восточный вариант) (САИ. Вып. В2-5. Т. 2, Глав. ред. Б. А. Рыбаков). — М., 1982.
- Кобанская культура. Западный вариант (САИ. Вып. В2-5. Т. 3). — М., 1989.
- Kozenkova V. I. Seržen-Yurt. Ein Friedhof der späten Bronze und frühen Eisenzeit im Nordkaukasus (KAVA. AVA-Materialien. Band 48). — Mainz am Rhein, 1992.
- Оружие, воинское и конское снаряжение племён кобанской культуры. Западный вариант (систематизация и хронология) (САИ. Вып. В2-5. Т. 4). — М., 1995.
- Культурно-исторические процессы на Северном Кавказе в эпоху поздней бронзы и в раннем железном веке (узловые проблемы происхождения и развития кобанской культуры). — М., 1996.
- Материальная основа быта кобанских племён. Западный вариант (САИ. Вып. В2-5. Т. 5). — М., 1998.
- Поселок-убежище кобанской культуры у аула Сержень-Юрт как исторический источник (Северный Кавказ). — М.: «Наука», 2001.
- У истоков горского менталитета (Могильник кобанской культуры у аула Сержень-Юрт, Чечня) (Материалы по изучению историко-культурного наследия Северного Кавказа. Вып. III). — М., 2002.
- Биритуализм в погребальном обряде древних «кобанцев». Могильник Терезе конца XII—VIII вв. до н. э. (Материалы по изучению историко-культурного наследия Северного Кавказа. Вып. V). — М., 2004.

### Статьи
- Древние основы культурного наследия нахского этноса (к истокам горского менталитета). — М., 2002.
- Специфика некоторых атрибутов костюма древних «кобанцев» как показатель процесса миграций // Северный Кавказ и мир кочевников в раннем железном веке. МИАР. № 8. — М., 2007.
- О процессах пространственной подвижности границ ареала кобанской культуры // Проблемы современной археологии. МИАР. № 10. — М., 2008.
- Кобанская культура Кавказа: генетические корни и условия формирования (третья четверть II тыс. до н. э.) // Историко-археологический альманах (Армавирского краеведческого музея), вып. 1. — Армавир-Москва, 1995. (совместно с Мошинским А. П.)

## Награды
- почётный знак «Ударник 9 пятилетки» (1975)
- почётные грамоты Президиума АН СССР (1974, 1987, 1989)
- медаль «Ветеран труда» (1987)
- медаль «В память 850-летия Москвы» (1997)